# 新康翎站
新康翎站（韓語：신강령역）是位于朝鮮民主主義人民共和國黃海南道康翎郡的一個鐵路車站。屬於甕津線和釜浦線。

## 邻近车站
甕津線
长屯站 - 新康翎站 - 冷井站
釜浦線
新康翎站 - 康翎站